# Vladimir Nenarokov
Vladimir Ivanovič Nenarokov (in russo Владимир Иванович Ненароков?; Mosca, 1880 – Aşgabat, 13 dicembre 1953) è stato uno scacchista russo (sovietico dal 1923).

## Biografia
Si iscrisse al circolo di scacchi di Mosca all'età di 18 anni e si dimostrò un giocatore molto forte, che raggiunse rapidamente il livello di Maestro. Nel 1899, all'età di 19 anni, partecipò al Campionato russo (vinto da Mikhail Chigorin).
Vinse quattro volte il Campionato di Mosca: nel 1900, 1908, 1922 e 1924. Nel 1928 fu secondo dietro a Boris Verlinskij. 
Dal 1923 al 1929 partecipò a cinque Campionati sovietici, con il miglior risultato (3º posto) a Leningrado nel 1923.
Nenarokov disputò diversi match, tra i quali:
- nel 1905 contro Savielly Tartakower (pareggiò +2 –2 =0)
- nel 1907 contro Fedir Duz-Chotymyrs'kyj (vinse +5 –3 =2)
- nel 1908 contro il 17enne Alexander Alekhine (vinse +3 –0 =0)

Nel 1950 (anno di istituzione dei titoli ufficiali) la FIDE gli attribuì il titolo di Maestro Internazionale.
Trascorse i suoi ultimi due anni di vita ad Aşgabat, dove fu attivo nello sviluppo e organizzazione degli scacchi in Turkmenistan.

## Opere
Dopo la Rivoluzione d'ottobre Nenarokov pubblicò numerosi libri di scacchi, che contribuirono alla divulgazione degli scacchi in Unione Sovietica. Molti suoi lavori teorici sono stati determinanti per lo sviluppo della "Scuola sovietica di scacchi". Alcuni suoi libri (tutti in russo):
- Asbuka schachmatnoj igry  (l'ABC del gioco degli scacchi), Mosca 1924
- Rukowodstwo k isutscheniju schachmatnoj igry  (manuale per l'apprendimento degli scacchi), Mosca 1925
- Shahmatnaya Asbuka  (l'alfabeto degli scacchi), Mosca 1926
- Kurs debjutow  (corso sulle aperture), Mosca / Leningrado 1928
- Ispanskaja partia  (la partita spagnola), Mosca / Leningrado 1932